# Хойт, Гэвин
Гэвин Хойт (англ. Gavin Hoyte; род. 6 июня 1990, Лейтонстоун, Большой Лондон) — английский футболист, защитник, ныне игрок «Мейдстон Юнайтед» и сборной Тринидада и Тобаго.

## Клубная карьера

### «Арсенал»
Хойт родился в лондонском районе Лейтонстоун, и подписал юношеский контракт с «Арсеналом», когда ему было девять лет. Он регулярно играл за юношеский и резервный состав «Арсенала» и был капитаном команды до 18 лет в сезоне 2006/07. 10 сентября 2007 года Хойт подписал профессиональный контракт с клубом.
Начиная с 2007 года Хойт несколько раз попадал в заявку «Арсенала» на матчи. В первый раз это произошло в 5 раунде Кубка Англии против «Блэкберн Роверс» 28 февраля 2007 года, а затем оказывался на скамейке в четырёх из пяти игр «Арсенала» в Кубке Лиги сезона 2007/08, но ни разу на поле не появился.
В 2008 году Хойт сыграл две первых товарищеских игры «Арсенала» перед началом сезона и был назначен капитаном резервного состава клуба. Дебют за основной состав «канониров» для Хойта пришёлся на матч Кубка Лиги против «Шеффилд Юнайтед» 23 сентября 2008 года. В нём он отыграл все 90 минут. Хойт выходил на поле в последующих раундах Кубка Лиги против «Уигана» и «Бёрнли», а также дебютировал в Премьер-лиге против «Манчестер Сити» 22 ноября 2008 года и был заменён на Аарона Рэмзи на 60-й минуте.
В декабре 2008 года Хойт подписал новый долгосрочный контракт с «Арсеналом». 31 декабря 2008 года Хойт отправился в аренду в клуб Чемпионшипа «Уотфорд» на остаток сезона 2008/09.
В октябре 2009 года Хойт на один месяц отправился в аренду в «Брайтон энд Хоув Альбион» в качестве замены травмировавшемуся Энди Вингу. Затем аренда была продлена до января 2010 года, а затем — до конца сезона 2009/10.
В конце января 2012 года Хойт подписал договор об одномесячной аренде с клубом второй лиги «Уимблдон».
В апреле 2012 года Хойт отправился на просмотр в «Стивенидж» и сыграл за их резервную команду против «Саутенд Юнайтед» (1:6). 22 мая 2012 года было объявлено, что 1 июля Хойт станет свободным агентом и покинет «Арсенал».

### «Дагенем энд Редбридж»
После ухода из «Арсенала» Хойт подписал контракт с «Дагенем энд Редбридж» на два года, став их первым трансфером в новом сезоне. Он дебютировал за новый клуб 14 августа 2012 года против «Ковентри Сити» (0:1) и отыграл все 90 минут. В июне 2014 года он был освобожден из клуба, не сумев договориться о новом контракте, несмотря на предложенные менеджментом более выгодные условия.

### «Джиллингем»
Далее Хойт подписал краткосрочный контракт с «Джиллингемом». Он оставался в основе клуба до конца сезона 2014/15.

### «Барнет»
В июне 2015 года Хойт подписал контракт с «Барнетом» на два года.

## Международная карьера
Хойт играл за национальную команду Англии до 17 лет и был в заявке Англии на чемпионат мира для игроков не старше 17 лет 2007 года. Он сыграл во всех пяти матчах Англии на турнире, трижды выйдя на замену и начав в основе против Бразилии и Германии.
В мае 2014 года Гэвин принял решение выступать за Тринидад и Тобаго и был вызван в сборную на игры тура по Южной Америке, по ходу которого Хойт принял участие в товарищеских матчах против Аргентины в Буэнос-Айресе и Ирана в Сан-Паулу.

## Личная жизнь
Гэвин — сын британской спринтерши Венди Хойт и младший брат футболиста Джастина Хойта, который также играл за «Арсенал».

## Достижения
Англия (до 17)
- Чемпионат Европы по футболу (юноши до 17 лет), финалист: 2007

Англия (до 19)
- Чемпионат Европы по футболу (юноши до 19 лет), финалист: 2009